# Recep Peker

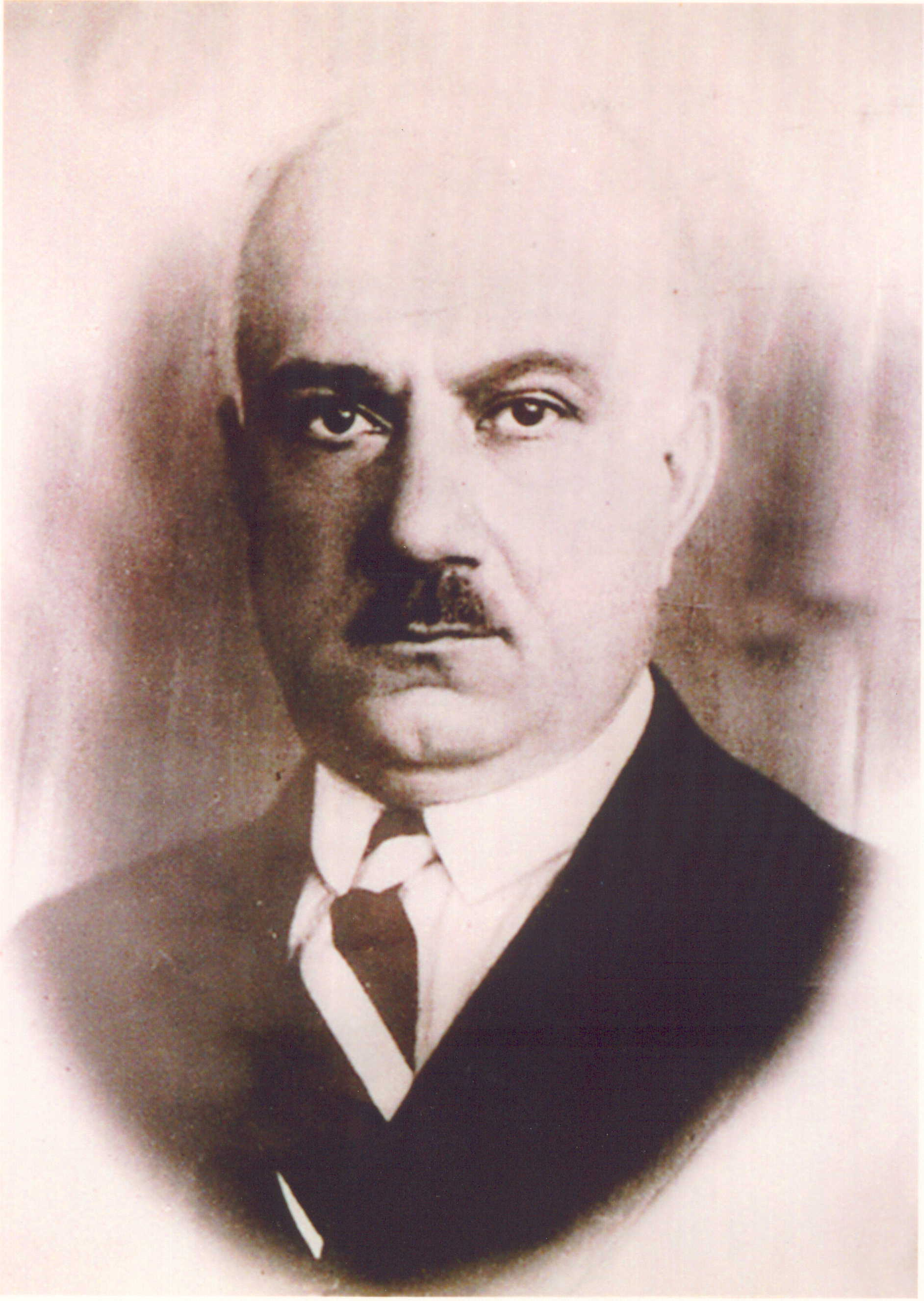
Recep Peker in 1935

Mehmet Recep Peker (Istanboel, 5 februari 1888 – aldaar, 1 april 1950) was een Turks politicus. Hij volgde een militaire opleiding aan een militaire academie. Recep Peker was officier in het Turkse Leger tijdens de Eerste Wereldoorlog (1914-1918). Hij identificeerde zichzelf met het fascisme en was een fel tegenstander van het liberalisme. Hij stond kritisch ten opzichte van de Islam en was een uitgesproken secularist.
Na de oorlog sloot hij zich aan bij het nationalistische bevrijdingsleger van Mustafa Kemal Atatürk dat tegen de Griekse bezettingsmacht vocht. In 1920 werd hij lid van de Nationale Assemblée van de nationalistische regering in Ankara en later secretaris-generaal van de Nationale Assemblée. Na het uitroepen van de republiek (1923) werd hij secretaris-generaal van de CHP (Republikeinse Volkspartij). In 1924 was hij minister van Financiën en Binnenlandse Zaken, doch trad af omdat hij een tegenstander was van de gematigde politiek van premier Fethi Okyar. Nadat Fethi als premier was vervangen door de radicale Ismet Inönü, werd Recep Peker minister van Defensie. Van 1928 tot 1930 was hij minister van Transport en in 1928 diende hij als voorzitter van de Nationale Assemblée. Van 1942 tot 1943 was hij minister van Binnenlandse Zaken. In datzelfde jaar bezocht hij Italië en Duitsland om daar politiek te bestuderen. Hij keerde terug naar Turkije als een bewonderaar van het fascistische staatsdenken. Hij werd beïnvloedt door het corporatisme dat de samenleving ziet als een organisch geheel waar geen plaats is voor klassenstrijd en partijbelangen. Een eenpartijstelsel paste daar zijns inziens het beste bij.
Peker was een groot voorstander van het etatisme en de autoritaire eenpartijstaat. Zijn etatisme belette hem evenwel niet om het particulier initiatief in de economie een belangrijke rol toe te kennen. Als premier (7 augustus 1946 - 9 september 1947) verzette hij zich tegen de democratisering en de invoering van het meerpartijenstelsel. Nadat president Ismet Inönü de zijde koos van de democraten in hun eis tot liberalisering van politieke bestel (1946), werd Peker vervangen door de gematigde Hasan Saka.
İsmet İnönü · Ali Fethi Okyar · Celal Bayar · Refik Saydam · Şükrü Saracoğlu · Recep Peker · Hasan Saka · Şemsettin Günaltay · Adnan Menderes · Cemal Gürsel · Suat Hayri Ürgüplü · Süleyman Demirel · Nihat Erim · Ferit Melen · Naim Talu · Bülent Ecevit · Sadi Irmak · Bülent Ulusu · Turgut Özal · Yıldırım Akbulut · Mesut Yılmaz · Tansu Çiller · Necmettin Erbakan · Abdullah Gül · Recep Tayyip Erdoğan · Ahmet Davutoğlu · Binali Yıldırım